# Kalem Company
Pour les articles homonymes, voir Kalem.
Kalem Company, ou simplement Kalem, est une société de production cinématographique américaine fondée en 1907 à New York par George Kleine, Samuel Long et Frank J. Marion. Son nom provient de la jonction des initiales de ses trois fondateurs. Ceux-ci en confièrent la direction artistique à Sidney Olcott. En envoyant celui-ci tourner en Europe, puis à Jérusalem (From the Manger to the Cross), elle est la première société à avoir réalisé des films de fiction américains à l'étranger. Elle disparaît vers 1917 après avoir produit plus de 1 700 films.

## Principaux réalisateurs
- William Beaudine
- Kenean Buel
- J. Gunnis Davis
- Harry Edwards
- Robert Ellis
- Albert W. Hale
- Lloyd Hamilton
- Pat Hartigan
- James W. Horne
- Paul Hurst
- Edmund Lawrence
- J. P. McGowan
- George Melford
- Harry F. Millarde
- Rube Miller
- Frank Montgomery
- Tom Moore
- Marshall Neilan
- Sidney Olcott
- Alfred Santell
- Scott Sidney
- Robert G. Vignola
- Chance Ward

## Principaux acteurs
- Francelia Billington
- Carlyle Blackwell
- Jack J. Clark
- Miriam Cooper
- Ed Coxen
- Arthur Donaldson
- Gene Gauntier
- Lloyd Hamilton
- Alice Hollister
- Helen Holmes
- Alice Joyce
- Frank Lanning
- J. P. McGowan
- Agnes Mapes
- Tom Moore
- Knute Rhamm
- Ruth Roland
- Marin Sais
- Robert G. Vignola
- James Vincent
- Jane Wolfe

## Filmographie partielle
- 1907 : Ben-Hur de Sidney Olcott
- 1907 : Tom Sawyer (en)
- 1908 : David et Goliath de Sidney Olcott
- 1909 : Florida Crackers de Sidney Olcott
- 1910 : The Confederate Spy de Sidney Olcott
- 1910 : The Girl and the Bandit de Sidney Olcott
- 1910 : The Seminole Halfbreeds de Sidney Olcott
- 1910 : The Castaways de Sidney Olcott
- 1910 : A Daughter of Dixie de Sidney Olcott
- 1910 : The Cow Puncher's Sweetheart de Sidney Olcott
- 1910 : Seth's Temptation de Sidney Olcott
- 1910 : The Stranger de Sidney Olcott
- 1911 : The Secret of the Still de Sidney Olcott
- 1911 : The Open Road de Sidney Olcott
- 1911 : The Irish Honeymoon de Sidney Olcott
- 1911 : The Diver de Sidney Olcott
- 1911 : Rory O'Mores de Sidney Olcott
- 1911 : La Forteresse roulante ou l'Attaque du train 62 de Sidney Olcott
- 1911 : The Express Envelope de Kenean Buel
- 1911 : For Her Brother's Sake de George Melford
- 1911 : The Flash in the Night de Kenean Buel
- 1912 : Tide of Battle de Kenean Buel
- 1912 : The Bugler of Battery B de George Melford
- 1912 : The Soldier Brothers of Susanna de George Melford
- 1912 : De la crèche à la croix de Sidney Olcott
- 1914 : A Dream of the Wild de Frank Montgomery
- 1914 : The Invisible Power de George Melford
- 1914 : The Hazards of Helen[1] de J. P. McGowan et J. Gunnis Davis